# ده سلمان (شازند)
ده سلمان روستایی در دهستان هندودر بخش سربند شهرستان شازند استان مرکزی ایران و در فاصله ۴۵ کیلومتری شهر شازند قرار دارد.
روستای ده سلمان دارای دو بخش اصلی (حیات بالا و حیات پایین) می‌باشد که این نوع تقسیم به دلیل نوع قلعه‌ای بودن روستا در گذشته بوده‌است؛ ولی امروزه روستا به صورت یک به‌علاوه می‌باشد که از یک میدان اصلی (چهار راه) تشکل و تمامی خانه‌ها به یکی از خیابان‌ها دسترسی مستقیم دارند به گونه‌ای که در این روستا هیچ کوچه‌ای تعریف نشده‌است.
این روستا از سال ۱۳۹۲ دارای دهیاری گردید که این اتفاق سبب پیشرفت و آبادانی روستا گردید. به گونه‌ای که روستا در کمتر از ۳ سال کاملاً آسفات گردید. خطوط انتقال آب به صورت کلی تعویض و قنات روستا پاکسازی شد. در راستای زیباسازی روستا رودخانه عبوری از روستا کاملاً سنگ چینی شد. عرض خیابان‌ها افزایش یافته، برای دسترسی آسان‌تر مردم روستا یک کمربندی کمکی از ابتدای روستا به شرق روستا که داری تمرکز جمعیتی بالا می‌باشد احداث گردید. این روستا دارای سیستم جمع‌آوری مکانیزه زباله و همچنین سیستم جمع‌آوری آب‌های روان روستا به وسیله جدول‌های ایجاد شده از محیط روستا می‌باشد.

## جمعیت
بر پایه سرشماری عمومی نفوس و مسکن در سال ۱۳۹۵ جمعیت این روستا ۱۶۶ نفر (۵۳خانوار) بوده‌است.

## اقلیم
روستا ده سلمان به لحاظ موقعیت طبیعی خود یکی خوش آب و هواترین روستاهای استان مرکزی می‌باشد که در کنار آن سد کمال صالح احداث گردیده‌است.
این روستا از لحاظ آب و هوا دارای بهاری سرسبز و پر باران، تابستانی خنک، پاییز و زمستای سرد می‌باشد.
به دلیل آب و هوای ییلاقی و خنک در فصول گرم
این روستا تبدیل به مکانی دلنشین برای استراحت‌های تابستانه شده‌است؛
به همین جهت رشد چشمگیری در بازسازی منازل و احداث خانه‌های مدرن مشاهده می‌شود.

## فرهنگ و مردم‌شناسی
دین مردم این روستا اسلام و مذهب شیعه می‌باشند. زبان مردم روستا ترکی (قشقایی) می‌باشد.
مراسم عروسی در این روستا به صورت چند شبانه روز برگزار می‌شود و عروس با اسب و لباس محلی و یک پارچه قرمز رنگ روی سر به همراه هدایایی از طرف داماد تزئین می‌شود
لازم است ذکر شود پیشینه روسته بیش از ۳۰۰ سال است و فردی به نام سلمان بیک از نواحی استان فارس برای اولین بار در این سرزمین پا نهاده‌است و همچنین تمامی مردم روستا به زبان فارسی تسلط کامل دارند

## مشاهیر
ابوالفضل قنبری طراح و مخترع دستگاه‌های آشکارساز نقطه دید افراد با قابلیت جبران سازی حرکات سر و لغزش دستگاه (که سبب تشخیص زود هنگام تومورهای چشم، پارکینسون و بیماری اوتیسم می‌گردد) و مخترع گرم‌کننده موضعی بدن با گرمای تابشی لیزر، رله الکتریکی فعال شونده با پالس، گیره تراز و گونیا کننده میلگردهای صفحه ستون و چندین اختراع دیگر، متولد این روستا می‌باشد.

## زیرساخت‌ها
روستا دارای یک خانه بهداشت می‌باشد که همواره بهیار در مرکز حضور داشته و در هفته یک روز از پزشک عمومی نیز بهره می‌برد.
روستا دارای دبستان می‌باشد. برای ادامه تحصیل افراد به شهرهای شازند و هندودر مراجعه می‌نمایند.
مهمترین منطقه تفریحی این روستا سد کمال صالح در جنوب غربی روستا و دشت تپه و کوه مصلی در شرق روستا می‌باشد.
اقتصاد اصلی روستای ده سلمان بر پایه کشاورزی می‌باشد؛ که بیشتر تولیدات کشاورزی آن گندم است. گروهی از مردم روستا به دامداری مشغول بوده، بیشتر دام‌های این روستا از نوع گوسفند می‌باشد.